# آشکارسازی

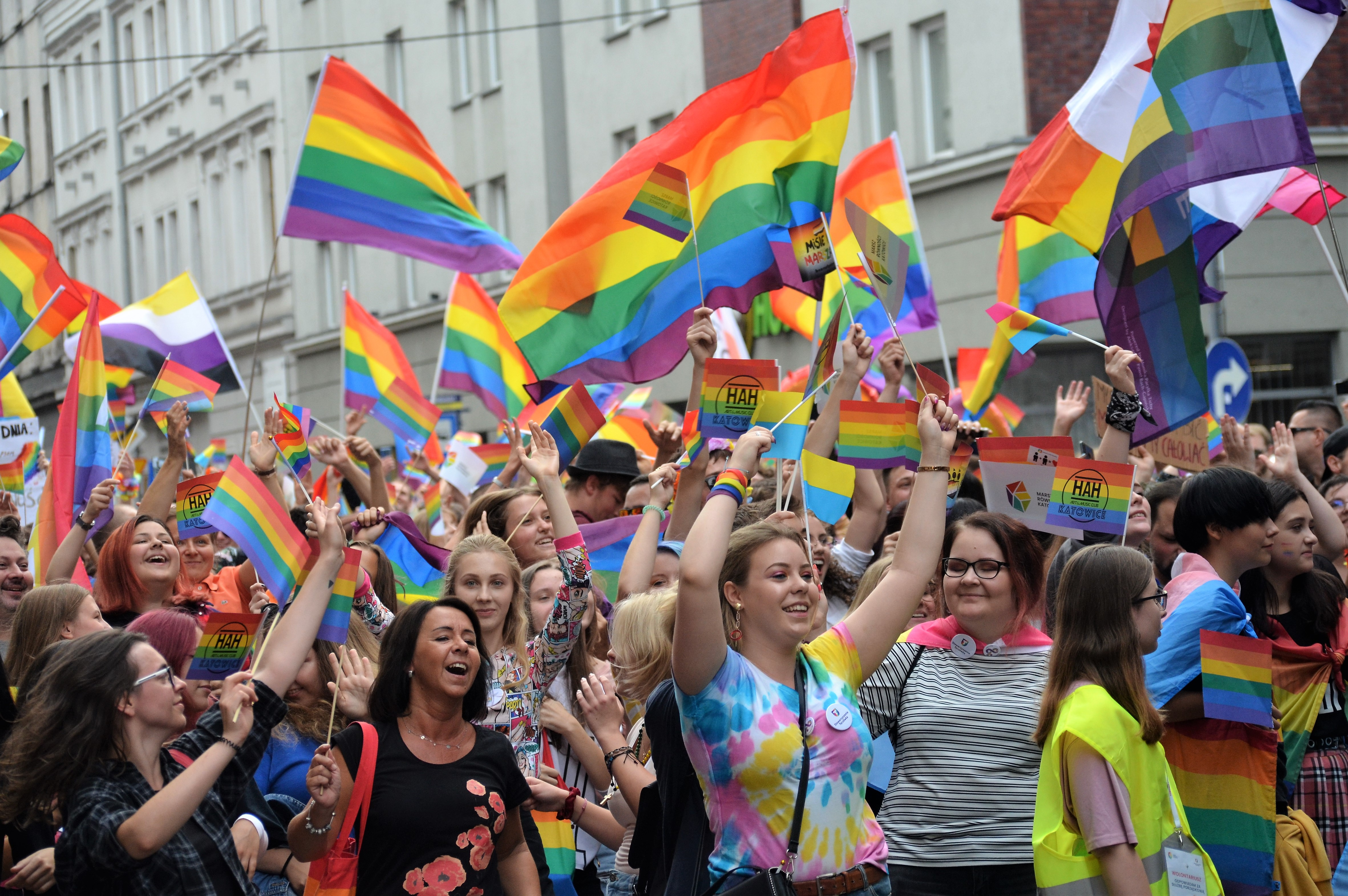

آشکارسازی که در اصطلاح انگلیسی برون‌آیی از پَستو/گنجه نیز گفته می‌شود (به انگلیسی: Coming out of closet) یک اصطلاح است که برای خودافشایی افراد ال‌جی‌بی‌تی درباره گرایش جنسی، گرایش عاطفی و هویت جنسی خود استفاده می‌شود.
این موضوع عموما به عنوان یک مسئله حریم خصوصی شناخته می‌شود چرا که عواقب این خودافشایی میتواند برای افراد متخلف خیلی متفاوت باشد. برخی از آنها ممکن است موقعیت شغلی یا اجتماعی خود را تحت تاثیر آشکارسازی ببینند. آشکارسازی میتواند به عنوان یک فرایند روانشناختی تلقی شود. 

## تاریخچه
اوایل جنبش‌های حقوق همجنسگرایان
بین سال‌های ۱۸۶۴ تا ۱۸۶۹، کارل هاینریش اولریش در یادداشت‌ها و همچنین سخنرانی خود در انجمن حقوقدانان آلمان در سال ۱۸۶۷، خواستار رفع مجازات روابط جنسی بین مردان شد و در آن‌ها صراحتا در مورد همجنسگرا بودن خود صحبت کرد. مورخ رابرت بیچی در مورد او گفته‌است: «فکر می‌کنم توصیف اولریش به عنوان اولین فرد همجنسگرایی که به طور علنی خود را آشکار کرد، منطقی است.»
بین سال‌های ۱۸۶۴ تا ۱۸۶۹، کارل هاینریش اولریش در یادداشت‌ها و همچنین سخنرانی خود در انجمن حقوقدانان آلمان در سال ۱۸۶۷، خواستار رفع مجازات روابط جنسی بین مردان شد و در آن‌ها صراحتا در مورد همجنسگرا بودن خود صحبت کرد. مورخ رابرت بیچی در مورد او گفته‌است: «فکر می‌کنم توصیف [اولریش] به عنوان اولین فرد همجنسگرایی که به طور علنی خود را آشکار کرد، منطقی است.»         
در اوایل قرن بیستم آلمان، «آشکارسازی» را «خودتحقیری» می‌نامیدند و با خطرات جدی قانونی و اجتماعی همراه بود. ایوان بلوخ، پزشک آلمانی-یهودی، در اثر خود با عنوان «زندگی جنسی زمان ما در ارتباط با تمدن مدرن» (۱۹۰۶)، از همجنسگرایان مسن درخواست کرد که خود را به اعضای خانواده و آشنایانشان معرفی کنند. در سال ۱۹۱۴، مگنوس هیرشفلد در اثر مهم خود با عنوان «همجنسگرایی مردان و زنان» دوباره به این موضوع پرداخت و پتانسیل اجتماعی و قانونی آشکارسازیِ تمایلات جنسی توسط چندین هزار مرد و زن همجنسگرا از طبقه بالا را برای تأثیرگذاری بر قانونگذاران و افکار عمومی مورد بحث قرار داد. هیرشفلد از «خودتحقیری» حمایت نمی‌کرد و امکانات یک جنبش سیاسی مبتنی بر همجنسگرایان آشکار را رد می‌کرد.          
ظهور جنبش‌های آشکارسازی در آمریکا          
اولین فرد مشهور آمریکایی که تمایلات همجنسگرایانه خود را آشکار کرد، رابرت دانکن شاعر بود. او در سال ۱۹۴۴ با استفاده از نام خود در مجله آنارشیستی «سیاست»، نوشت که همجنسگرایان یک اقلیت تحت ستم هستند. 
جامعه ماتاچین که کاملاً مخفیانه فعالیت می‌کرد، در سال ۱۹۵۰ توسط هری هِی و دیگر کهنه‌سربازان ستاد انتخاباتی والاس برای ریاست جمهوری در لس‌آنجلس تأسیس شد. این جامعه پس از آنکه هال کال در سال ۱۹۵۳ رهبری گروه را در سانفرانسیسکو به نام INTERESAR قبول کرد، وارد عرصه عمومی شد. در آنجا بسیاری از همجنسگرایان آشکارسازی کردند.
در سال ۱۹۵۱، دونالد وبستر کوری اثر برجسته خود با عنوان «همجنسگرا در آمریکا» را منتشر کرد و گفت: «جامعه ماسکی به من داده‌است که بزنم... در همه جا، در همه اوقات و در برابر همه اقشار جامعه، وانمود می‌کنم.» کوری نام مستعاری بود، اما توصیفات صریح و عینی او به عنوان محرک برای خودآگاهی نوظهور همجنسگرایان و جنبش نوپای (هوموفیل) عمل کرد.
در دهه ۱۹۶۰، فرانک کمنی در خط مقدم مبارزه قرار گرفت. کمنی که در سال ۱۹۵۷ به دلیل رفتار همجنسگرایانه از شغل خود به عنوان اخترشناس در سرویس نقشه برداری ارتش اخراج شده بود، زیرا این رفتار او را در برابر باج‌گیری و به خطر افتادن موقعیت‌های امنیتی آسیب‌پذیر می‌کرد، از پذیرش این موضوع سر باز زد. او آشکارا با اخراج خود مبارزه کرد و در نهایت به دیوان عالی ایالات متحده شکایت برد. کمنی به عنوان رهبری صریح جنبش در حال رشد، بر لزوم اقدامات عمومی بدون عذرخواهی تأکید کرد. سنگ بنای اعتقاد او این بود که «ما باید در جامعه همجنسگرایان احساس ارزشمندی برای فرد همجنسگرا القا کنیم»، که تنها از طریق مبارزاتی که به طور علنی توسط خود همجنسگرایان رهبری می‌شد، قابل دستیابی بود. 
با گسترش جنبش «بالا بردن سطح آگاهی» (CR) در اواخر دهه ۱۹۶۰، آشکارسازی به یک استراتژی کلیدی برای جنبش رهایی همجنسگرایان برای بالا بردن آگاهی سیاسی برای مقابله با دگرجنسگراگرایی و همجنسگراهراسی تبدیل شد.

## مسائل قانونی
در مناطقی از جهان که اعمال همجنسگرایانه مجازات یا ممنوعیت دارد، مردان همجنسگرا، زنان همجنسگرا و افراد دوجنس‌گرا ممکن است برای آشکارسازی هویت خود، عواقب حقوقی منفی را متحمل شوند. به طور خاص، در جاهایی که همجنسگرایی جرم است، آشکارسازی هویت می‌تواند به معنای خودِ‌اقرار به جرم باشد. این قوانین همچنان در ۷۵ کشور جهان از جمله مصر، ایران و افغانستان وجود دارد.
افرادی که تصمیم می‌گیرند خود را به عنوان غیرجنسی یا ترنسجندر معرفی کنند، اغلب با مسائل حقوقی متنوع و متفاوتی روبرو هستند. در سراسر جهان، تغییر قانونی جنسیت یا نام ثبت شده بر اساس هویت شما اغلب ممنوع یا بسیار دشوار است. [۴۰] یکی از تأثیرات منفی مهم نابرابری در مقررات، به شکل تأثیرات روحی بروز پیدا می‌کند، زیرا افراد ترنسجندر که مجبورند جنسیتی را که با آن همذات‌پنداری نمی‌کنند یا «نام مرده» خود را به طور قانونی اعلام کنند، ممکن است با موقعیت‌های ناخوشایند و استرس مواجه شوند.